# Nemanja Matić
Nemanja Matić (serbisch-kyrillisch Немања Матић, * 1. August 1988 in Vrelo bei Ub, SR Serbien, SFR Jugoslawien) ist ein serbischer Fußballspieler. Der defensive Mittelfeldspieler steht in Diensten von Olympique Lyon und ist Nationalspieler. Er besitzt auch die slowakische Staatsbürgerschaft.

## Vereinskarriere
Nachdem er bei verschiedenen serbischen Vereinen gespielt hatte, wechselte Matić 2007 zum MFK Košice in die Slowakei. Am Anfang der Saison 2008/2009 hatte er ein Probetraining beim FC Middlesbrough. Dort konnte er nicht überzeugen. Am 18. August 2009 unterschrieb Matić einen Vertrag beim FC Chelsea. Er wechselt für 1,5 Millionen Pfund Sterling nach London. Im August 2010 wurde er zu Vitesse Arnheim in die niederländische Eredivisie ausgeliehen.

### Benfica Lissabon
Im Juli 2011 wechselte Nemanja Matić zu Benfica Lissabon. Am 14. September 2011 gab er sein Europapokaldebüt, als er beim 1:1-Unentschieden Benficas im ersten Gruppenspiel in der Champions League gegen Manchester United in der Anfangself stand. Matić kam in diesem Wettbewerb, wo Benfica Lissabon im Viertelfinale knapp gegen seinen Ex-Klub und späterem Titelträger Chelsea ausschied, zu sieben Einsätzen. In der Liga kam Matić zu 16 Einsätzen, wo er ein Tor erzielte. Am 21. Februar 2013 erzielte er sein erstes Europapokaltor, als er im Sechzehntelfinalrückspiel in der Europa League gegen Bayer 04 Leverkusen zum 2:1-Endstand für Benfica traf.

### FC Chelsea

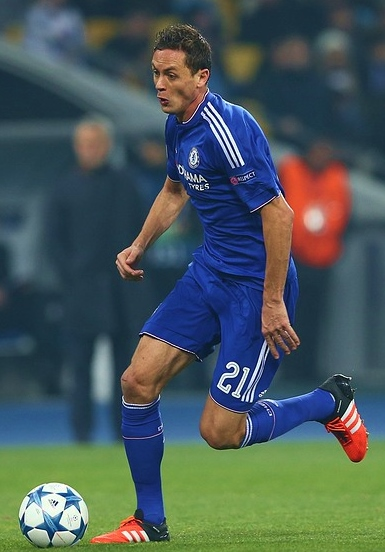
Matić bei Chelsea (2015)

Am 15. Januar 2014 kehrte Matić zum FC Chelsea zurück. Er unterschrieb einen Vertrag bis zum 30. Juni 2019. Mit Chelsea gewann Matić zweimal die Premier League.

### Manchester United
2017 wechselte Matić zu Manchester United. Sein Vertrag bei den Red Devils läuft bis 2023. Im April 2022 kündigte er jedoch an, nach der Saison 2021/22 nicht mehr für Manchester United zu spielen.

### AS Rom
Im Sommer 2022 wurde er von der AS Rom verpflichtet und somit spielt er wieder unter seinem alten Coach José Mourinho.

### Stade Rennes
Im August 2023 wechselte er nach Frankreich zu Stade Rennes.

### Olympique Lyon
Im Januar 2024 wechselte er innerhalb der französischen Ligue 1 von Stade Rennes zu Olympique Lyon.

## Nationalmannschaft
In Serbien war er bis 2008 ein eher unbekannter Spieler. Vladimir Vermezović, damals Trainer von FC Spartak Trnava, machte auf Matić aufmerksam. So gab er am 11. Oktober 2008 sein internationales Debüt für die serbische U-21 Auswahl gegen Dänemark. Nach 3 weiteren Spielen für die U-21 absolvierte er am 14. Dezember 2008 sein erstes Länderspiel für die serbische Fußballnationalmannschaft gegen Polen.
Matić nahm auch an der U-21-Fußball-Europameisterschaft 2009 teil, verletzte sich jedoch im ersten Spiel gegen Italien. Sein erstes Tor für die serbische A-Nationalmannschaft erzielte er bei der 1:2-Niederlage im EM-Qualifikationsspiel gegen Portugal am 29. März 2015. 2018 nahm er mit Serbien an der Fußball-WM teil und kam in allen drei Vorrundenspielen zum Einsatz. Serbien schied nach der Vorrunde aus.

## Titel und Erfolge
- Englischer Meister: 2010, 2015, 2017
- Englischer Pokalsieger: 2010
- Englischer Ligapokal: 2015
- Taça da Liga: 2012

## Auszeichnungen
- Spieler des Jahres der portugiesischen Primeira Liga: 2013